# 타이탄 잠수정 내파 사고
타이탄 잠수정 내파 사고는 오션게이트(OceanGate)의 심해 잠수정 '타이탄'(Titan) 호가 2023년 6월 18일 캐나다 뉴펀들랜드 연안 북대서양 해저에서 통신 두절 이후 행방불명되었다가 잔해만 발견된 사건이다. 타이탄호는 최대 5명을 수용할 수 있도록 설계되었으며, 타이타닉 호의 잔해를 보기 위한 관광객 탐사대가 타고 있었던 것으로 알려졌다.
타이탄호는 잠수에 들어간 지 1시간 45분 만에 통신이 두절되었고, 당일 늦은 시각 잠수정이 예정된 시간이 지났음에도 물 위로 복귀하지 않자 당국에 신고가 접수되었다. 선내에 남아있는 공기는 2023년 6월 22일 새벽 4시 경 (현지 시각 기준)까지 버틸 것으로 예상되었다. 이후 미국 해안경비대가 22일 타이타닉호에서 약 500m 떨어진 지점에서 잠수정의 잔해물들을 발견하면서, 잠수정이 내파하여 탑승자 5명이 전원 사망한 것으로 추정된다고 밝혔다.
탑승자 전원이 사망한 것으로 확인됨에 따라, 미국 해안경비대의 주도 하에 잠수정의 인양작업(recovery operation)이 순차적으로 진행될 예정이다.

## 배경

### 타이타닉호
타이타닉호는 영국의 원양 정기선으로 1912년 4월 15일 북대서양에서 빙산에 충돌한 뒤 침몰하였다. 1985년 타이타닉호의 잔해가 뉴펀들랜드섬 연안에서 약 400 해리 (740 km) 떨어진 심해에서 발견되었다. 잔해가 위치한 깊이는 수심 약 3800m로 알려져 있다.

### 잠수정 타이탄호

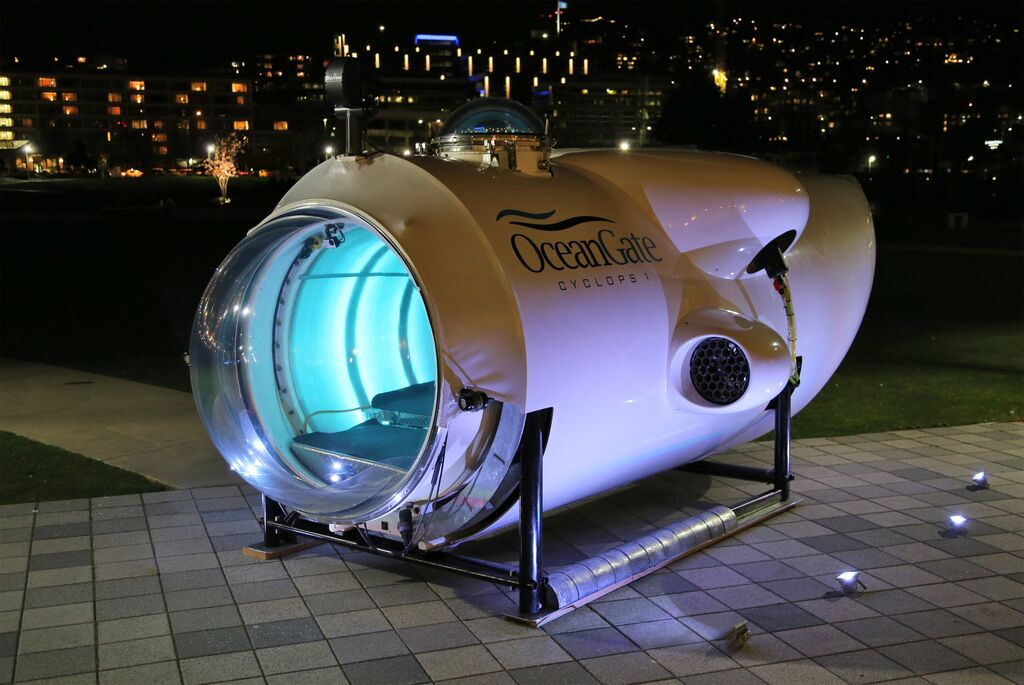
타이탄호에 앞서 오션게이트사가 프로토타입격으로 개발한 잠수정 '사이클롭스 1호' (Cyclops 1). 타이탄호는 이것과 대체로 외형이 동일하나, 심해탐사를 고려해 후면의 유리 부분이 380mm 크기로 좁아졌다.

타이탄호 (Titan)는 오션스게이트 주식회사에서 운영하는 5인용 선박(watercraft)으로, 사측에 따르면 수심 4,000 m (13,000 ft) 까지 잠수하도록 설계되었다. "현장 조사와 검사, 연구 및 데이터 수집, 영화와 방송 제작, 하드웨어와 소프트웨어의 심해 환경 테스트용"으로 이용할 수 있다고 소개된다.
선체는 6.7m 길이에 탄소 섬유와 티타늄으로 제작됐다. 조정간은 로지텍 G F710 (무선 PC 게임 컨트롤러)이며 조이스틱은 일부 변형되어 있다. 오션게이트 측에 따르면 선박에는 선체의 강도를 지속적으로 체크하는 모니터링 시스템이 갖춰져 있다. 또 96시간 동안 5명의 승무원을 보호하는 생명 유지 장치가 있다. 2023년 6월 오션게이트는 스페이스X의 스타링크 위성 체계를 통한 인터넷 접속 환경이 타이타닉호 탐사 지원에 활용된다는 홍보 트윗을 남겼다.

### 타이타닉호 잔해 탐사
오션게이트는 타이타닉호 탐사 패키지를 판매하고 있으며 고객을 "임무 전문가" (mission specialist)라 칭한다. 탐험 소요시간은 총 8일이며, 가격은 25만 달러이다.
타이타닉호 탐사는 일반적으로 선장 1인, 고객 3인, 가이드 1인이 탑승하면서 진행된다. 이들 승객 5명이 잠수정에 한번 들어가면 입구가 볼트로 조인 채 봉쇄되며 외부에서만 다시 열 수 있게 된다. 수면에서부터 타이타닉호 잔해가 있는 심해까지 도달하는 시간은 대략 3시간 정도이며, 전체 잠수시간은 8시간 정도이다. 잠수 과정에서 잠수정은 지상에서 모니터링하는 직원들에게 매 15분마다 안전 신호를 소나로 보내게 된다. 선내와 지상의 직원들은 서로 짧은 문자 메시지로도 연락이 가능하다.
CBS 뉴스 선데이 모닝의 특집보도를 쓴 IT 작가 및 기자 데이비드 포그는 2022년 타이타닉호 탐사 참여 당시 타이탄호에 들어가는 모든 승객에게 해당 잠수정이 "실험용 선박" (experimental vessel)으로, "규제기관의 승인이나 인증을 받지 않았으며, 신체적 상해, 장애, 심리적 트라우마, 사망을 초래할 수 있습니다"라는 양해각서를 쓰게 했다고 밝혔다. 탐사를 완료한 마이크 라이스도 각서에 서명할 당시 "1페이지에 사망을 세 번이나 언급했다"고 밝혔다.
오션게이트는 2023년에도 타이타닉호 탐사를 여러 번 시행할 계획이었지만 뉴펀들랜드의 악천후로 인해 현재까지 단 한 차례만 시작했던 것으로 알려졌다.

## 사고 우려 제기

### 허술한 안전

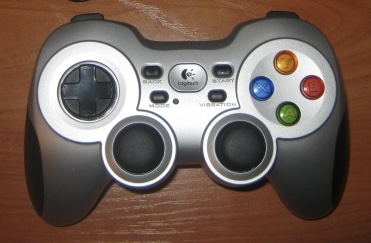
로지텍 F710 무선 게임 컨트롤러. 타이탄호는 여기서 일부 컨트롤러를 좀 더 길게 덧대어 바꾼 것을 조종간으로 사용했다.

2018년 미국 워싱턴 D.C.의 해양기술학회 (Marine Technology Society)는 오션게이트 CEO 스토크턴 러시에게 "타이탄호의 개발과 타이타닉 탐사 계획에 대해 만장일치로 우려한다"는 서한을 보냈다. 해당 학회는 "경미하든 치명적이든 악재를 초래하여 관련 업계의 모든 사람들에게 심각한 결과를 안길 수 있다"는 입장을 밝혔다. 당시 서한에 서명한 학회측 관계자는 뉴욕 타임스와의 인터뷰에서 러시 대표가 서한을 읽은 후 자신에게 전화를 걸어 "업계표준이 혁신을 방해한다"는 말을 남겼다고 밝혔다.
같은해 오션게이트사의 전 잠수정 조종사 및 해양탐사 책임자가 사측으로부터 부당해고를 당했다며 소송을 제기하기도 했다. 그는 타이탄호가 타이타닉호 침몰 현장에 도달할 수 있는 깊이의 3분의 1 수준인 1,300미터까지 버티지 못한다며, 극한의 심해에서 안전하게 운항할 수 있는 능력이 확실한지 우려를 제기했던 것으로 알려졌다. 오션게이트는 대외비를 공개한 혐의로 그를 추가 고소하였으나, 몇달 후 해당 직원과 사측이 소송 합의로 마무리지은 것으로 알려졌다.
이듬해 월간 스미스소니언 지의 기사에서는 러시 대표가 "무모한 발명가" (daredevil inventor)라고 소개되기도 했다. 이 기사에서 러시 대표는 1993년 제정된 미국 여객선 안전법이 "상업적 혁신보다 승객 안전을 지나치 우선시했다"는 말을 남겼다고 소개하고 있다.
2022년 12월 CBS 선데이 모닝의 취재를 위해 타이탄호 탐사에 나선 데이비드 포그는 타이탄호와 오션게이트사의 안전불감증을 제기하는 보도를 내보냈다. 이는 2023년 6월 잠수정 실종 사고가 실제로 벌어지자 SNS상에서 화제가 되기도 했다. 해당 보도에서 포그는 러시 대표에게 "이 잠수정에는 맥가이버식 땜질을 한 게 아니냐"고 지적하기도 했다. 특히 잠수정의 상하방향을 좌우하는 조종간이 30달러짜리 로지텍 F710 블루투스 게임 컨트롤러로 고쳐져 있으며, 선체의 무게중심을 잡는 밸러스트로는 건설용 파이프가 쓰였다는 사실을 폭로했다.

### 앞선 사고
타이탄호는 2021년 7월 타이타닉호 침몰 현장으로 첫 잠수를 실시했다. 2022년 현장탐사에 동행한 기자 데이비드 포그는 지상의 연락선에 있었는데 탐사 과정에서 타이탄호와의 연락이 그때도 두절된 적이 있었다고 증언하고 있다.
2022년에는 또 한차례의 타이타닉호 탐사 과정에서 추력기 중 하나가 실수로 뒤에 설치되어, 잠수정이 해저에서 앞으로 나아가려 할 때 원을 그리며 회전하기 시작하는 사건이 있었다. BBC 다큐멘터리 <테이크 미 투 타이타닉> (Take Me to Titanic)에서 이 같은 문제가 포착되었는데, 게임 컨트롤러를 옆으로 잡고 조종하는 임기응변으로 해결되는 것으로 나온다. 2022년 11월 오션게이트가 법원 측에 제출한 자료에 따르면, 당해 세 번째 탐사 과정에서 잠수정이 배터리 문제로 인해 어려움을 겪었고, 그 결과 부상선체에 수동으로 부착하면서 외부 부품이 손상되었다는 사실이 밝혀졌다.

## 사고

### 실종

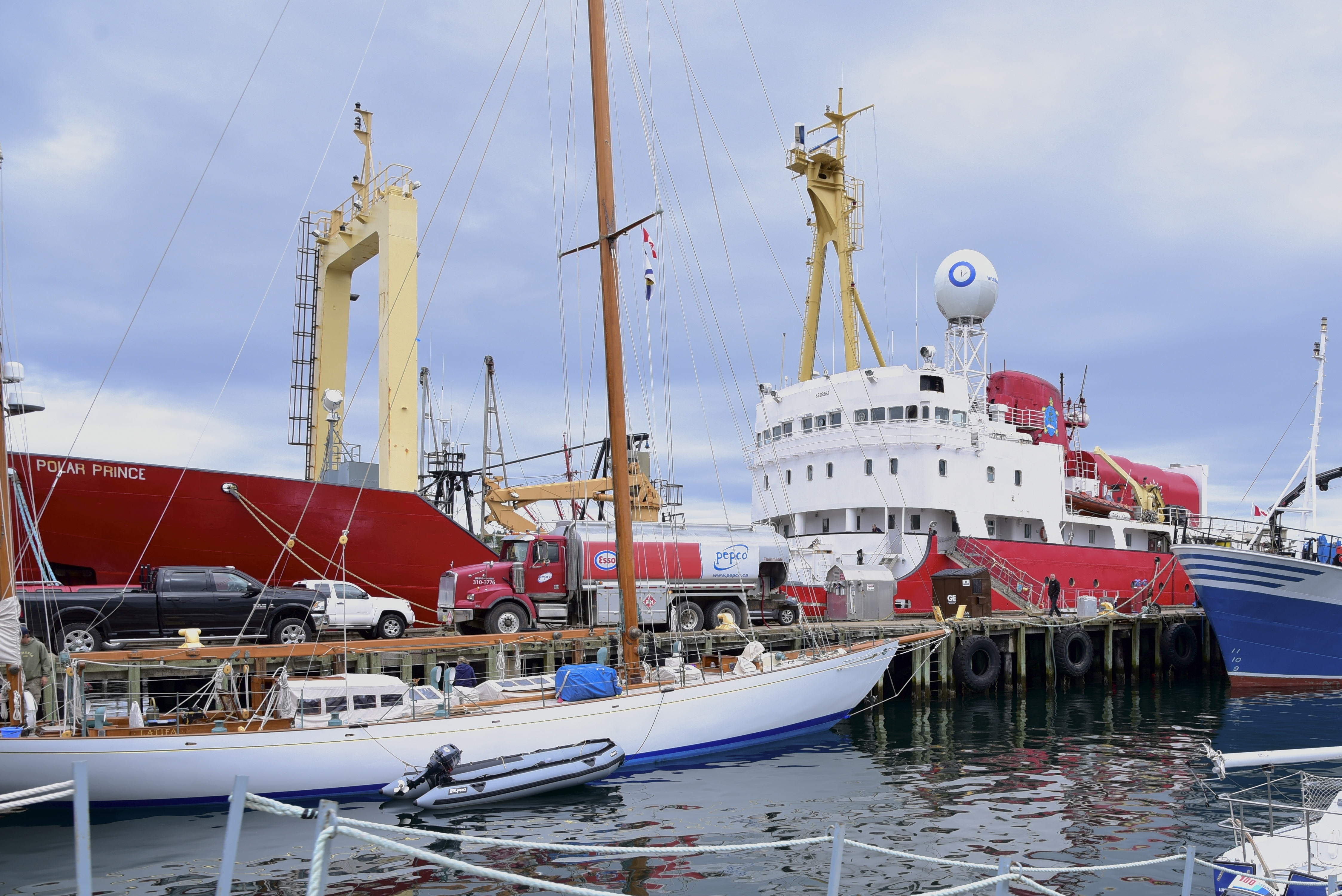
타이탄호와 탑승객들을 타이타닉호 침몰 현장으로 가는 잠수 위치까지 데려간 MV 폴라 프린스 호

2023년 6월 16일, 타이타닉호 탐사대원 5인은 캐나다 뉴펀들랜드주 세인트존스에서 연구탐사선 MV 폴라 프린스 호를 타고 현장으로 출발했다. 6월 17일 잠수 위치에 도착한 뒤, 다음날 6월 18일 오전 9시 (대서양 시각)에 잠수가 본격적으로 시작되었다. 수면 밑으로 하강을 시작한 지 첫 1시간 30분 동안 타이탄호는 매 15분마다 폴라 프린스호와 교신했으나, 11시 47분 교신을 마지막으로 끊기게 되었다. 타이탄호의 부상 예정시간은 오후 6시 10분이었으나, 그 시각에도 타이탄호는 모습을 드러내지 않았다. 결국 6시 35분 관계당국에 실종 신고가 접수되었다. 타이탄호는 출발할 당시 승객 5인을 대상으로 최대 96시간의 공기를 채운 것으로 알려졌으며 예상 소진시간은 뉴펀들랜드 현지 시각 기준으로 2023년 6월 22일 새벽 4시경이다.
실종 원인에 대해서 잠수정 자체에 문제가 발생했다는 설이 여러 면에서 제기됐다. 한 가지 설로 타이탄호의 통신 장비가 고장났다는 것인데, 폴라 프린스호의 직원과 통신할 수 없어 복귀는 할 수 없었더라도 자유롭게 항해는 가능했다는 설이다. 또 한편으로 선박의 부력을 관리하는 밸러스트 시스템에 문제가 있을 가능성도 있다. 또다른 시나리오로는 타이탄호가 타이타닉호 잔해에 걸렸거나 손상되어 부상을 할 수 없었을 가능성이다. 그리고 잠수정이 파손되거나 기계적으로 고장을 겪어 심해에 남아있을 가능성이 제기됐다.
한편, 미 해군에서 운용하는 잠수함 탐지시스템의 데이터 분석 결과, 타이탄호가 잠수한 후 교신이 끊긴 시각과 일치하는 시간에 폭발성 음향 신호를 탐지했다. 이 같은 정보는 잠수정 실종 신고 후에 접수되었으며, 미 해군은 해당 시기의 음향 데이터를 검토하고 미 해안경비대 측에 전달했다.

### 탑승자 명단
- 샤자다 다우드 (Shahzada Dawood) - 파키스탄의 사업가, 다우드 허큘리스 코퍼레이션 소속이자 SETI 연구소 이사.[38]
- 술레만 다우드 (Suleman Dawood) - 샤자다 다우드의 19세 아들.[19]
- 해미시 하딩 (Hamish Harding) - 영국의 사업가, 비행가, 우주 관광객.[14]
- 폴앙리 나르졸레 (Paul-Henri Nargeolet) - 전 프랑스 해군 사령관, 잠수부, 잠수 조종사, 프랑스 해양 연구 개발 연구소 (IFREMER) 회원,[16][14] E/M 그룹 및 RMS 타이타닉 주식회사의 수중 연구 책임자.[39] 잔해 현장에 대한 인양권을 소유하고 있는 인물이기도 하다.[40] 가디언지에 따르면 나르졸레는 타이타닉호 탐사를 수차례 주도한 베테랑으로 수천 점의 유물 인양을 지휘했으며 "난파선 현장의 주요 권위자로 널리 여겨지고 있다"고 한다.[39]
- 스톡턴 러시 (Stockton Rush) - 본 탐사 프로그램을 기획한 오션게이트 주식회사의 창립자 겸 CEO[41]

## 수색 및 구조 작업

### 6월 19일
6월 19일, 보스턴의 미국 해안경비대 동북부 지부는 매사추세츠주 코드곶으로부터 900 해리 (1,700 km) 떨어진 해상에서 수색 임무를 본격적으로 시작하였다. 캐나다 핼리팩스 합동구조조직센터 측은 보스턴 해양구조조직센터의 지원요청에 따라 6월 18일 오후 9시 13분부로 캐나다 공군 록히드 CP-140 오로라기와 CCGS 콕핏 홉슨 1752기가 수색에 참여하고 있다고 보고했다.
해안경비대는 구조위치가 동떨어진 해상인 탓에 수색 구조 임무가 어렵다고 밝혔지만, 존 마우거 소장은 해안경비대가 "가능한 모든 자산을 동원"하고 있다고 말했다. 구조 위치로 도달하기 어렵다는 점 외에도 모든 수색 및 구조 작업은 "기상 조건, 야간 조명 부족, 해류 상태와 수온"의 영향을 받는다고 밝혔다. 대부분의 잠수정은 핑거라는 음향장치가 장착되어, 구조자가 수중에서 감지할 수 있는 소리를 내게 되지만, 타이탄호에도 그런 장치가 존재하는지는 불확실한 것으로 알려졌다.
현재 수색은 수면 위에서의 수색과 수중 소나 수색의 두가지 방면으로 진행된다. 여기에는 지원 항공기 C-130 허큘리스 3대(미국 2대, 캐나다 1대), :미국의 P-8 항공기와 소노부이가 활용된다. 수색 구조 임무를 쉽게 지원할 수 있는 수중 선박은 미국과 캐나다 구조팀 모두 갖추고 있지 않은 상황이다. 미 해군은 1척의 잠수함 구조선을 보유하고 있지만, 타이탄호가 실종된 수심에는 도달할 수 없는 것으로 알려져 있다. 해군에도 원격 조종 선박이 있지만 제시간에 현장에 도착하지 못할 가능성이 높았다. 6월 19일의 수색 구조 작업은 가시성 면에서 기상 여건이 좋지 않았으나, 이튿날이 되면서 점차 맑아졌다.

### 6월 20일
2023년 6월 20일, 테크닙FMC에서 운영하는 심해파이프 부설선 딥에너지호(Deep Energy)가 현장에 도착했다. 딥에너지호에는 두 대의 심해 원격조종선 실링 로보틱스 HD ROV와 더불어 해당 지역의 수심에 알맞은 기타 장비도 함께 실려 있다. 6월 20일 오후 12시 30분 (뉴펀들랜드 시각) 기준으로 미국 해안경비대는 수색 범위를 26,000km2 규모로 확대하였다.

### 6월 22일
6월 22일, 지속된 수색 작업에도 불구하고 잠수정의 산소가 바닥나는 골든타임 내에 타이탄 호를 찾지 못했다. 수색은 지속되고 있으나 탑승자들의 생사가 불분명한 상황이었다. 일각에서는 호흡에 따라 추가적으로 9시간 분량의 산소가 남아있을 가능성이 있다고 말했다. 미국 해안경비대는 계속된 수색에서 RMS 타이타닉 근처 심해에서 잠수정의 잔해가 발견되었고 탑승자 전원이 사망한 것으로 추정된다고 밝혔다.

## 같이 보기
- 심해구조잠수정
- 로저 말린슨과 로저 채프먼의 구조 사건